# 奧維耶多 (佩德納萊斯省)
17°46′48″N 71°22′12″W / 17.78000°N 71.37000°W
奧維耶多（西班牙語：Oviedo），是多明尼加共和國的城鎮，位於該國南部，由佩德納萊斯省負責管轄，面積799.86平方公里，2012年人口10,986，人口密度每平方公里14人。